# Emanuele Ndoj
Emanuele Ndoj (Catania, 20 november 1996) is een Albanees-Italiaans voetballer die doorgaans speelt als middenvelder. In juli 2025 verruilde hij Latina voor Ascoli. Ndoj maakte in 2018 zijn debuut in het Albanees voetbalelftal.

## Clubcarrière
Ndoj speelde in de jeugd van Padova en AS Roma. Medio 2016 maakte de middenvelder de overstap naar Brescia, waar hij op 27 augustus 2016 zijn professionele debuut maakte. Op die dag werd met 1–1 gelijkgespeeld tegen Avellino. Namens Brescia scoorde Andrea Caracciolo en de gelijkmaker was van Luigi Castaldo. Van coach Cristian Brocchi moest Ndoj op de reservebank beginnen en hij mocht na negenenvijftig minuten invallen voor Leonardo Morosini. De middenvelder maakte op 1 mei 2018 zijn eerste professionele doelpunt, toen hij in de Serie B na tien minuten op aangeven van Caracciolo de score opende tegen Frosinone. Door doelpunten van Mirko Gori en Camillo Ciano wonnen de bezoekers alsnog met 1–2. In de zomer van 2018 verlengde de Albanees zijn contract bij Brescia tot medio 2022.
In januari 2022 werd Ndoj voor een half seizoen verhuurd aan Cosenza. Het contract van Ndoj bij Brescia werd in januari 2024 verscheurd. Een maand later tekende hij voor het restant van het seizoen bij Catania. Het seizoen erop ging Ndoj voor Latina spelen. In 2025 nam Ascoli hem over.

## Clubstatistieken
| Seizoen | Club      | Competitie | Competitie | Competitie | Beker | Beker | Internationaal | Internationaal | Totaal | Totaal |
| Seizoen | Club      | Competitie | Wed.       | Dlp.       | Wed.  | Dlp.  | Wed.           | Dlp.           | Wed.   | Dlp.   |
| ------- | --------- | ---------- | ---------- | ---------- | ----- | ----- | -------------- | -------------- | ------ | ------ |
| 2016/17 | Brescia   | Serie B    | 17         | 0          | 1     | 0     | —              | —              | 18     | 0      |
| 2017/18 | Brescia   | Serie B    | 23         | 1          | 2     | 0     | —              | —              | 25     | 1      |
| 2018/19 | Brescia   | Serie B    | 28         | 3          | 2     | 0     | —              | —              | 30     | 3      |
| 2019/20 | Brescia   | Serie A    | 18         | 0          | 0     | 0     | —              | —              | 18     | 0      |
| 2020/21 | Brescia   | Serie B    | 14         | 5          | 1     | 0     | —              | —              | 15     | 5      |
| 2021/22 | Brescia   | Serie B    | 5          | 0          | 1     | 0     | —              | —              | 6      | 0      |
| 2021/22 | → Cosenza | Serie B    | 10         | 0          | 0     | 0     | —              | —              | 10     | 0      |
| 2022/23 | Brescia   | Serie B    | 28         | 2          | 2     | 1     | —              | —              | 30     | 3      |
| 2023/24 | Brescia   | Serie B    | 2          | 0          | 0     | 0     | —              | —              | 2      | 0      |
| 2023/24 | Catania   | Serie C    | 11         | 0          | 0     | 0     | —              | —              | 11     | 0      |
| 2024/25 | Latina    | Serie C    | 25         | 1          | 0     | 0     | —              | —              | 25     | 1      |
| 2025/26 | Ascoli    | Serie C    | 0          | 0          | 0     | 0     | —              | —              | 0      | 0      |
| Totaal  | Totaal    | Totaal     | 181        | 12         | 9     | 1     | 0              | 0              | 190    | 13     |

Bijgewerkt op 21 juli 2025.

## Interlandcarrière
Ndoj maakte zijn debuut in het Albanees voetbalelftal op 29 mei 2018, toen met 0–3 verloren werd van Kosovo door twee doelpunten van Arbër Zeneli en een van Edon Zhegrova. De middenvelder mocht van bondscoach Christian Panucci in de basis beginnen en hij werd na negenenzestig minuten gewisseld ten faveure van mededebutant Kristal Abazaj (Luftëtari). De andere debutant was Sindrit Guri (Kukësi). Tijdens zijn tweede interland kwam Ndoj voor het eerst tot scoren. Op 3 juni 2018 werd gespeeld tegen Oekraïne en met 1–4 verloren. Jevhen Konopljanka en Andrij Jarmolenko scoorden beiden tweemaal namens de bezoekers. Tussendoor wist Ndoj voor het enige Albanese doelpunt te tekenen.
| Interlands van Emanuele Ndoj voor Albanië | Interlands van Emanuele Ndoj voor Albanië | Interlands van Emanuele Ndoj voor Albanië | Interlands van Emanuele Ndoj voor Albanië | Interlands van Emanuele Ndoj voor Albanië | Interlands van Emanuele Ndoj voor Albanië | Interlands van Emanuele Ndoj voor Albanië |
| №                                         | Datum                                     | Wedstrijd                                 | Uitslag                                   | Competitie                                | Goals                                     |                                           |
| Als speler bij Brescia                    | Als speler bij Brescia                    | Als speler bij Brescia                    | Als speler bij Brescia                    | Als speler bij Brescia                    | Als speler bij Brescia                    | Als speler bij Brescia                    |
| ----------------------------------------- | ----------------------------------------- | ----------------------------------------- | ----------------------------------------- | ----------------------------------------- | ----------------------------------------- | ----------------------------------------- |
| 1                                         | 29 mei 2018                               | Albanië – Kosovo                          | 0 – 3                                     | Vriendschappelijk                         |                                           |                                           |
| 2                                         | 3 juni 2018                               | Albanië – Oekraïne                        | 1 – 4                                     | Vriendschappelijk                         | 89'                                       |                                           |
| 3                                         | 10 september 2018                         | Schotland – Albanië                       | 2 – 0                                     | Nations League 2018/19                    |                                           |                                           |
| 4                                         | 10 oktober 2018                           | Albanië – Jordanië                        | 0 – 0                                     | Vriendschappelijk                         |                                           |                                           |
| 5                                         | 8 juni 2019                               | IJsland – Albanië                         | 1 – 0                                     | EK 2020 kwalificatie                      |                                           |                                           |
| 6                                         | 14 november 2019                          | Albanië – Andorra                         | 2 – 2                                     | EK 2020 kwalificatie                      |                                           |                                           |

Bijgewerkt op 21 juli 2025.

## Erelijst
| Serie B | 1 | 2018/19 |